# Estancia del Llano
Estancia del Llano es una localidad del estado mexicano de Guanajuato. Es parte del municipio de Apaseo el Grande.

## Demografía
| Gráfica de evolución demográfica |
|                                  |

| Censo | Población |
| ----- | --------- |
| 1900  | 125       |
| 1910  | 160       |
| 1921  | 159       |
| 1930  | 317       |
| 1940  | 256       |
| 1950  | 319       |
| 1960  | 453       |
| 1970  | 509       |
| 1980  | 867       |
| 1990  | 1 271     |
| 2000  | 1 531     |
| 2010  | 1 863     |
| 2020  | 1 638     |